# Дискографія Schiller
Дискографією німецького проекту Schiller. Вона включає 7 студійних альбомів, 4 живих та сингли гурту, випущені з 1998 року до сьогодняшніх днів.

## Студійні альбоми
| Рік  | Альбом | Найвищі позиції в чартах | Найвищі позиції в чартах | Найвищі позиції в чартах | Найвищі позиції в чартах | Найвищі позиції в чартах | Сертифікації |
| Рік  | Альбом | GER                      | AUT                      | GRE                      | POL                      | SWI                      | Сертифікації |
| ---- | --- | ------------------------ | ------------------------ | ------------------------ | ------------------------ | ------------------------ | ------------ |
| 1999 | Zeitgeist Випущений: 16 серпня Лейбл: Universal Формат: CS, CD, LP                                             | 22                       | —                        | —                        | —                        | —                        |              |
| 2001 | Weltreise Випущений: 30 липня 2001 Лейбл: Zeitgeist (Universal) (Німеччина) Формат: CD, CS                     | 1                        | —                        | —                        | —                        | 26                       | 100 000      |
| 2003 | Leben Випущений: 13 жовтня 2003 Лейбл: Island (Universal) (Німеччина) Формат: CD, CS                           | 7                        | —                        | —                        | 26                       | 59                       |              |
| 2005 | Tag und Nacht Випущений: 28 жовтня Лейбл: Island (Universal) (Germany) Формат: CD, Cassette                    | 5                        | —                        | —                        | —                        | 58                       |              |
| 2008 | Sehnsucht Випущений: 22 лютого Лейбл: Island                                                                   | 1                        | 25                       | —                        | 28                       | 21                       | Німеччина    |
| 2010 | Atemlos Випущений: 12 березня Лейбл: Island Формат: CD, LP                                                     | 2                        | 29                       | 3                        | 37                       | 15                       | 100 000      |
| 2012 | Sonne Випущений: 5 жовтня 2012 Лейбл: Universal Music, Island Records Формати: CD, LP, Електронне завантаження | 1                        | 30                       | —                        | —                        | 13                       |              |
| 2013 | Opus Випущений: 30 серпня 2013 Лейбл: Panorama, (Deutsche Grammophon)                                          | 1                        | 10                       |                          |                          | 6                        | 100 000      |
| 2016 | Future Випущений: 26 лютого 2016 Лейбл: Island (Universal Music) (Germany)                                     | 1                        | 20                       |                          |                          | 14                       |              |

## Концертні альбоми
| Рік  | Альбом                                                                      | Позиції в чартах | Позиції в чартах | Позиції в чартах | Позиції в чартах | Сертифікації |
| Рік  | Альбом                                                                      | GER              | AUT              |                  |                  | Сертифікації |
| ---- | --------------------------------------------------------------------------- | ---------------- | ---------------- | ---------------- | ---------------- | ------------ |
| 2013 | Sonne Live Випущений: 22 березня Лейбл: Universal Формат: Blu-Ray, CD, DVD  | —                | —                |                  |                  |              |
| 2014 | Symphonia Випущений: 17 жовтня Лейбл: We Love Music Формат: CD, Blu-Ray, LP | 4                | 23               |                  |                  |              |

## Einlassmusik
- 2004: Die Einlassmusik 1 — Live (Er)Leben
- 2004: Die Einlassmusik 2 — Live (Er)Leben
- 2006: Die Einlassmusik 3 — Tag und Nacht Live
- 2008: Die Einlassmusik 4 — Sehnsucht Live
- 2008: Die Einlassmusik 5 — Sehnsucht Live
- 2010: Die Einlassmusik 6 — Atemlos Live
- 2011: Die Einlassmusik 7 — Klangwelten
- 2012: Die Einlassmusik 8 — Sonne Live
- 2012: Die Einlassmusik 9 — Sonne Live
- 2013: Die Einlassmusic 10 — Klangwelten

## Синґли
- Empire Of Light (10.02.2023)
- Illuminate (24.02.2023)

## DVD
- Weltreise
- Leben
- Live Erleben
- Tagtraum
- Sehnsucht Live
- Atemlos Live